# Ordinariát ozbrojených sil a ozbrojených sborů Slovenské republiky

Znak vojenského ordinariátu

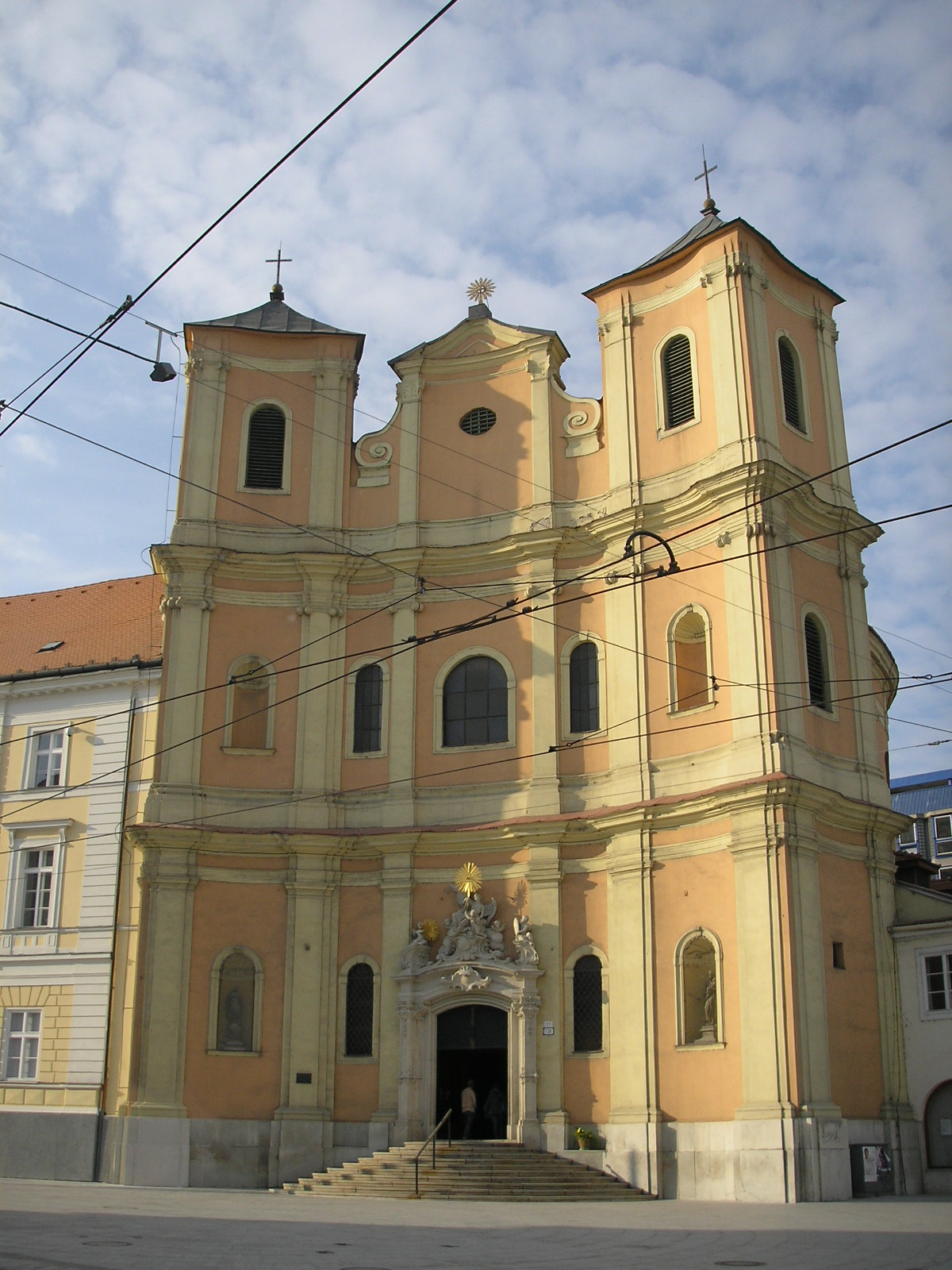
Kostel svatých Jána z Mathy a Felixa z Valois v Bratislavě

Vojenský římskokatolický ordinariát byl zřízen 20. ledna 2003 Svatým stolcem na základě parciální Zmluvy medzi SR a Svätou stolicou o duchovnej službe katolíckym veriacim v ozbrojených silách a ozbrojených zboroch Slovenskej republiky. Ordinariát je postavený na úroveň diecéze, má působnost pro celé Slovensko a začal prakticky fungovat 1. března 2003.
Vojenský ordinariát představuje výjimečnou formu organizace katolické církve. Organizačně jsou církevní instituce obyčejně zřizované na územním principu (diecéze, arcidiecéze, provincie). K vytvoření zvláštních církevních struktur, vojenských ordinariátů, v jejichž čele byli ustanoveni ordináři s církevní pravomocí, přistoupila katolická církev na základě výjimečného postavení příslušníků a zaměstnanců ozbrojených složek ve společnosti. Do roku 2005 bylo na celém světě zřízených 34 vojenských ordinariátů.
Zřizování vojenských ordinariátů je zakotvené v ustanoveních kanonického práva o vojenských duchovních správcích a v apoštolské konstituci papeže Jana Pavla II. Spirituali militum curae, která kanonicky upravuje duchovní službu formou personálních diecézí (vojenských ordinariátů, ordinariátů OS a OZ apod.) v čele s vojenskými biskupy, biskupy OS a OZ a nebo polními ordináři. Podle kanonického práva katoličtí věřící podléhající pod jurisdikci, tedy pravomoc ordináře nejsou povinni ji využívat a mohou využívat i pravomoc ordinářů civilních diecézí. Pravomoc ordináře neznamená povinnost pro všechny příslušníky bez rozdílu vyznání, resp. bez vyznání, podřizovat se působení ordináře a duchovních ordinariátu. Neznamená ani žádnou diskriminaci osob jiných vyznání, resp. bez vyznání, či nadřazenost katolické církve v této oblasti. Zároveň nebrání ani ekumenické spolupráci duchovních ordinariátu s duchovními nekatolických církví, ani sloužení ekumenických bohoslužeb i pro příslušníky nekatolických církví.
Zřízení vojenského ordinariátu na Slovensku bylo umožněno na základě Smlouvy mezi SR a Svatým stolcem o duchovní službě katolickým věřícím v ozbrojených silách a ozbrojených sborech Slovenské republiky, kterou schválila vláda SR 14. srpna 2002. 28. listopadu 2002 smlouvu ve Vatikánu ratifikoval prezident Rudolf Schuster a státní sekretář Svatého Stolce Angelo Sodano. Do čela ordinariátu jmenoval Svatý Otec Jan Pavel II. 20. ledna 2003 biskupa Františka Rábka.

## Přehled ordinářů
- 2003–2025: František Rábek
- od 2025: Pavol Šajgalík